# Cupa Azerbaidjanului
Cupa Azerbaidjanului  este o cupă de fotbal organizată anual în Azerbaidjan. Primul sezon a fost în 1936, când țara era membră a URSS și era turneul de calificare pentru Cupa URSS.

## Câștigător din perioada sovietică
| - 1936: Stroitel Yuga Baku - 1937: Temp Baku - 1938: Temp Baku - 1939: Lokomotiv Baku - 1940: Dinamo Baku - 1941–46: nu s-a jucat - 1947: Pischevik Baku - 1948: Pischevik Baku - 1949: KKF Baku - 1950: Trudovye Rezervy Baku - 1951: Zavod im. S.M.Budennogo Baku - 1952: Zavod im. S.M.Budennogo Baku - 1953: Dinamo Baku - 1954: BODO Baku - 1955: Zavod im. S.M.Budennogo Baku - 1956: NPU Ordgonikidzeneft Baku - 1957: Mekhsul Tovuz - 1958: SK BO PVO Baku | - 1959: Neftyannik Cuba - 1960: ATZ Sumgait - 1961: NPU Ordgonikidzeneft Baku - 1962: MOIK Baku - 1963: MOIK Baku - 1964: Vostok Baku - 1965: Vostok Baku - 1966: Vostok Baku - 1967: Apsheron Baku - 1968: Politechnik Mingechaur - 1969: MOIK Baku - 1970: MOIK Baku - 1971: Suruhanez Salyany - 1972: Izolit Mingechaur - 1973: MOIK Baku - 1974: MOIK Baku - 1975: Suruhanez Baku - 1976: MOIK Baku | - 1977: Suruhanez Baku - 1978: MOIK Baku - 1979: Suruhanez Baku - 1980: Energetik Ali-Bayramly - 1981: Gandglik Baku - 1982: Gandglik Baku - 1983: FK Vilash Masalli - 1984: Konditer Gandja - 1985: Konditer Gandja - 1986: FK Inshaatci Sabirabad - 1987: FK Khazar Lenkoran - 1988: Araz Baku - 1989: Gandglik Baku - 1990: FK Qarabağ - 1991: Inshaatchi Baku |

## Finale
| An      | Stadion                                                                      | Câștigător                                                      | Scor                                          | Învins                            |
| ------- | ---------------------------------------------------------------------------- | --------------------------------------------------------------- | --------------------------------------------- | --------------------------------- |
| 1992    | 29 august 1992 Baku – Stadionul Republican Tofig Bakhramov Spectatori: 4,000 | FK Inshaatchi Baku Shahriyar Guseinov 97' Ilkham Aliev 101'     | 2 – 1 (1 – 0) (aet)                           | FK Kur Mekhman Bakhshiev 83'      |
| 1993    | 28 mai 1993 Baku – Stadionul Republican Tofig Bakhramov Spectatori: 10,500   | Karabakh Mushfig Guseinov 97'                                   | 1 – 0 (0 – 0) (aet)                           | FK Inshaatchi Sabirabad           |
| 1993–94 | 28 mai 1994 Baku – Stadionul Republican Tofig Bakhramov Spectatori: 3,500    | Kapaz Djeikhun Tanriverdiev 31' Fazil Parvarov 62'              | 2 – 0 (1 – 0)                                 | Khazar-Lenkoran                   |
| 1994–95 | 28 mai 1995 Baku – Stadionul Republican Tofig Bakhramov Spectatori: 5,000    | Neftchi Yunis Guseinov 78'                                      | 1 – 0 (0 – 0)                                 | FK Kur                            |
| 1995–96 | 15 mai 1996 Baku – Stadionul Republican Tofig Bakhramov Spectatori: 8,500    | Neftchi Yunis Guseinov 11' Vidadi Rzayev 78' Yunis Guseinov 81' | 3 – 0 (1 – 0)                                 | Karabakh                          |
| 1996–97 | 28 mai 1997 Baku – Stadionul Republican Tofig Bakhramov Spectatori: 6,000    | Kapaz Khalig Mardanov 44'                                       | 1 – 0 (1 – 0)                                 | FK Khazry                         |
| 1997–98 | 28 mai 1998 Baku – Stadionul Republican Tofig Bakhramov Spectatori: 5,500    | Kapaz Badri Kvaratskhelia 21' Vasif Valiev 52'                  | 2 – 0 (1 – 0)                                 | Karabakh                          |
| 1998–99 | 28 mai 1999 Baku – Stadionul Republican Tofig Bakhramov Spectatori: 8,000    | Neftchi                                                         | 0 – 0 (0 – 0) (aet) 5 – 4(penalties)          | Shamkir                           |
| 1999-00 | 28 mai 2000 Baku – Stadionul Republican Tofig Bakhramov Spectatori: 6,000    | Kapaz Ramiz Mamedov 53' Rovshan Akhmedov 69'                    | 2 – 1 (0 – 0)                                 | Karabakh Bahram Shahguliev 90'    |
| 2000–01 | 25 mai 2001 Sumqayit – Mehdi Huseynzade Stadium Spectatori: 500              | Shafa Ramiz Mamedov 8' Emin Imamaliev 85'                       | 2 – 1 (1 – 1)                                 | Neftchi Samir Aliev 23'           |
| 2001–02 | 28 mai 2002 Baku – Stadionul Republican Tofig Bakhramov Spectatori: 8,000    | Neftchi                                                         | 3:0 forfait FK Shamkir s-a retras de pe teren | Shamkir                           |
| 2002–03 |                                                                              |                                                                 |                                               |                                   |
| 2003–04 | 9 mai 2004 Baku – Stadionul Republican Tofig Bakhramov Spectatori: 8,000     | Neftchi Samir Abbasov 104'                                      | 1 – 0 (0 – 0) (aet)                           | Shamkir                           |
| 2004–05 | 28 mai 2005 Baku – Stadionul Republican Tofig Bakhramov Spectatori: 10,000   | FK Baku Leandro Gomes 5' Andre Ladaga 114'                      | 2 – 1 (1 – 1) (aet)                           | Inter Uladzimir Makowski 52'      |
| 2005–06 | 3 iunie 2006 Baku – Shafa Spectatori: 6,000                                  | Karabakh Vasif Hakverdiev 45' Samir Musaev 87'                  | 2 – 1 (1 – 1)                                 | Karvan Roman Akhalkatsi 1'        |
| 2006–07 | 28 mai 2007 Baku – Stadionul Republican Tofig Bakhramov Spectatori: 15,500   | Khazar-Lenkoran Rashad Karimov 90'                              | 1 – 0 (0 – 0)                                 | MKT-Araz                          |
| 2007–08 | 25 mai 2008 Baku – Stadionul Republican Tofig Bakhramov Spectatori: 18,000   | Khazar-Lenkoran Juninho 115' Juninho 118'                       | 2 – 0 (0 – 0) (aet)                           | İnter                             |
| 2008–09 | 23 mai 2009 Baku – Stadionul Republican Tofig Bakhramov Spectatori: 8,000    | Karabakh Vagif Javadov 57'                                      | 1 – 0 (0 – 0)                                 | İnter                             |
| 2009–10 | 22 mai 2010 Baku – Stadionul Republican Tofig Bakhramov Spectatori: 26,000   | FK Baku Veaceslav Sofroni 93' Aleksandar Solic 103'             | 2 – 1 (1 – 1)                                 | Khazar-Lenkoran Elvin Beqiri 120' |
| 2010–11 | 24 mai 2011 Baku – Stadionul Republican Tofig Bakhramov Spectatori: 10,000   | FC Inter Baku Ģirts Karlsons 100'                               | 1 – 1 (pen 2 – 4)                             | Khazar-Lenkoran Winston Parks 91' |
| 2011–12 | 17 mai 2012 Baku – Stadionul Dalga Arena Spectatori: 4,300                   | FK Baku Koke 8' Jununho 27'                                     | 2 – 0 (2 – 0)                                 | Neftchi                           |

## Performanțe pe club
| Club                    | Trofee | Finaliști | Ani trofee                                  |
| ----------------------- | ------ | --------- | ------------------------------------------- |
| Neftchi                 | 5      | 2         | 1994–95, 1995–96, 1998–99, 2001-02, 2003–04 |
| Kapaz                   | 4      | 0         | 1993–94, 1996–97, 1997–98, 1999–2000        |
| Karabakh                | 3      | 3         | 1993, 2005–06, 2008–09                      |
| Khazar Lenkoran         | 3      | 2         | 2006–07, 2007–08, 2010-11                   |
| FK Baku                 | 3      | 0         | 2004–05, 2009–10, 2011-12                   |
| FK Inshaatchi Baku      | 1      | 0         | 1992                                        |
| Shafa                   | 1      | 0         | 2000–01                                     |
| Inter                   | 0      | 4         | –                                           |
| Shamkir                 | 0      | 3         | –                                           |
| FK Kur                  | 0      | 2         | –                                           |
| FK Inshaatchi Sabirabad | 0      | 1         | –                                           |
| FK Khazry               | 0      | 1         | –                                           |
| Karvan                  | 0      | 1         | –                                           |
| MKT-Araz                | 0      | 1         | –                                           |